# باول كوك (لاعب كرة قدم)
باول كوك (22 فبراير 1967 بليفربول في المملكة المتحدة - ) (بالإنجليزية: Paul Cook)‏ هو مدرب كرة قدم ولاعب كرة قدم بريطاني في مركز الوسط. لعب مع ستوكبورت كونتي وكوفنتري سيتي ونادي أكرينغتون ستانلي ونادي بيرنلي ونادي ترانمير روفرز لكرة القدم ونورويتش سيتي ووولفرهامبتون واندررز وويغان أتلتيك ونادي مارين ‏.

## وصلات خارجية
- باول كوك على موقع قاعدة بيانات كرة القدم.إي يو (الإنجليزية)
- باول كوك على موقع Soccerbase.com (لاعب) (الإنجليزية)
- باول كوك على موقع عالم كرة القدم.نت (الإنجليزية)